# Ghazi al-Yawar

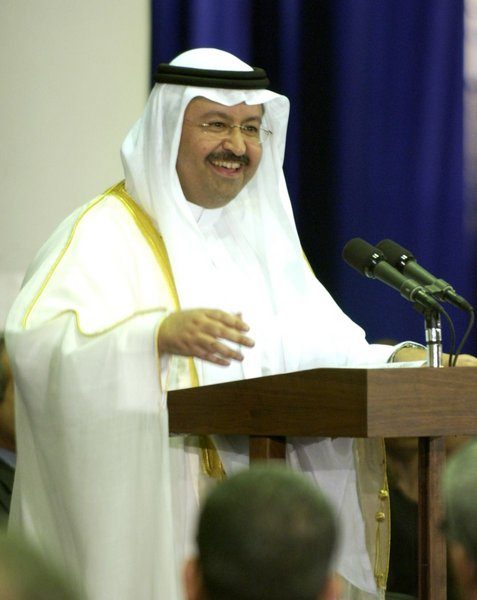
Ghazi al-Yawar

Ghazi Mashal Ajil al-Yawar (Mosoel, 11 maart 1958) is een Iraaks politicus.
Al-Yawar is een soennitische moslim en een leider van de Shamar-stam, een volk van bedoeïenen uit de noordelijke stad Mosoel.
Al-Yawar is een civiel ingenieur die oliewetenschappen gestudeerd heeft in Saoedi-Arabië en Washington. Al-Yawar werkte gedurende de afgelopen twee decennia voornamelijk in Saoedi-Arabië, waar hij een telecommunicatiebedrijf runde.
Na de omverwerping van het regime van Saddam Hoessein keerde Al-Yawar terug naar Irak en werd door de Coalition Provisional Authority benoemd als lid van de Iraakse Bestuursraad. Op het moment van zijn benoeming tot interim-president, op 1 juni 2004, was Al-Yawar tijdelijk voorzitter van de raad. Op 28 juni 2004 droegen de Amerikanen de soevereiniteit over, en op 30 juni werd al-Yawar beëdigd. Hij was een van de weinige soennieten die in het nieuwe bestel een functie wilde en durfde te aanvaarden.
Het voorlopige parlement, dat op 30 januari 2005 verkozen werd, benoemde op 6 april 2005 de Koerd Jalal Talabani tot president. Ghazi al-Yawar en de sjiitische Adel Abdul Mehdi werden beiden tot vicepresident gekozen. Dit vicepresidentschap eindigde in april 2006.